# Antiracotis grisea
Antiracotis grisea là một loài bướm đêm trong họ Geometridae.